# هیساماتسو ساداکاتسو
هیساماتسو ساداکاتسو (به ژاپنی: 久松 定勝 Hisamatsu Sadakatsu); ۱ ژانویهٔ ۱۵۶۰ – ۱ مهٔ ۱۶۲۴) نابرادری توکوگاوا ایه‌یاسو، سامورایی، دایمیو در دوره ادو اهل ژاپن بود.